# Skeletocutis microcarpa
Skeletocutis microcarpa är en svampart som beskrevs av Ryvarden & Iturr. 2003. Skeletocutis microcarpa ingår i släktet Skeletocutis och familjen Polyporaceae.   Inga underarter finns listade i Catalogue of Life.